# TetriNET
TetriNET es una versión de Tetris en línea y para varios jugadores, como máximo 6. Fue desarrollado por St0rmCat en 1997 y permite juegos por equipo. La última versión oficial es la 1.13, disponible originalmente para Windows y posteriormente desarrollado para otros sistemas.
St0rmCat publicó TetriNET 2 en el año 2000 con mejores gráficas, más tipos de bloques especiales y otras características adicionales (como guardar pieza y sombras) y un servidor maestro.

## Juego
TetriNET se juega como una partida estándar de Tetris con una pequeña diferencia: al eliminar filas aparecen bloques especiales en el tablero del jugador. Cuando se elimina una línea que contiene un bloque especial, éste es añadido al inventario del jugador. La eliminación de múltiples líneas a la vez aumenta el número de bloques especiales recibidos.
En cualquier momento de la partida, el jugador puede usar el bloque especial que tenga al inicio de su inventario sobre cualquiera de los 6 tableros de la partida (ya sea el suyo o de otro jugador). El efecto dependerá del tipo de bloque:
- a: Añadir línea (Add line) - Añade una línea incompleta en la parte inferior del jugador indicado.
- c: Borrar línea (Clear line) - Elimina la línea inferior del tablero indicado.
- b: Eliminar bloques especiales (clear Blocks) - Elimina todos los bloques especiales en el tablero indicado, convirtiéndolos en bloques normales.
- r: Eliminación aleatoria de bloques (Random block clear)- Se elimina de forma aleatoria bloques en el tablero indicado, creando agujeros en sus líneas.
- o: Bomba de bloques (Block Bomb) - Cuando se aplica sobre un tablero que contenga otros bloques O, causa que éstos exploten dispersando los bloques vecinos en el tablero del contrincante.
- q: Terremoto (Block Quake) - Hace que los bloques en las líneas del oponente se desplacen, causando un efecto de terremoto y dispersando las casillas.
- g: Gravedad (Block Gravity) - Aplica un efecto de gravedad sobre el tablero indicando, logrando que los agujeros entre las líneas sean rellenados y éstas eliminadas.
- s: Intercambia tablero (Switch field) - Intercambia el tablero propio con el tablero seleccionado.
- n : Borra tablero (Nuke Field) - Elimina completamente los bloques en el tablero indicado.

Al igual que en el Tetris, un jugador pierde cuando ya no puede colocar más piezas y los bloques alcanzan la parte superior del tablero. Dependiendo del servidor usado, pueden usarse reglas alternativas:
- Puro : se desactivan los bloques especiales, obteniéndose una partida clásica de Tetris.
- 7tetris: el primer jugador que logre 7 tetris es el ganador.

## Variantes
Adicionalmente a las reglas implementadas en el cliente estándar de TetriNET 1.13, existen otras alternativas:

### TetriFast
El TetriFast elimina el segundo de retardo entre piezas, mismo que existe en el TetriNET estándar. Dado que el retardo entre piezas se implementa en el cliente, se añadió una modificación trivial al protocolo de red para evitar que los clientes de TetriFast se conecten a las partidas estándar de TetriNET.

### TetriNET/TetriFast 1.14
El protocolo 1.14 es otra variante, donde cada jugador recibe exactamente la misma sucesión de piezas.

### Blocktrix
Blocktrix es un cliente alternativo para Windows. En adición a los protocolos tradicionales de TetriNET y TetriFast, tiene un nuevo modo Blocktrix que permite nuevos tipos de bloques especiales:
- l : Gravedad izquierda (Left Gravity) - Jala todos los bloques hacia la izquierda, dejando todos los agujeros existentes en el lado derecho de la pantalla.
- p : Cambio de pieza (Piece Change) - Cambia la pieza que está cayendo.
- z : Tablero cebra (Zebra Field) - Borra cada segunda columna del tablero.

### TetriNET2
TetriNET2  es un cliente para varios jugadores de Tetris desarrollado por el mismo creador de TetriNET.  Añade los siguientes bloques especiales a los disponibles en el cliente original:
- Inmunidad (Immunity) - El jugador no puede ser atacado con bloques especiales durante 15 segundos.
- Borrar columna (Clear Column) - Borra una columna aleatoria del tablero indicado.
- Mutar piezas (Mutate Pieces) - Las siguientes tres piezas del jugador seleccionado se agrandan y adquieren formas extrañas.
- Oscuridad (Darkness) - El jugador no puede ver su tablero durante 10 segundos,  a excepción de la pieza que cae y su entorno inmediato.
- Confusión (Confusion) - Hace que los controles del jugador se intercambien (por ejemplo la tecla que mueve a la derecha puede mover a la izquierda) durante 10 segundos

## Popularidad
Al existir clientes para varias plataformas, el juego fue bien recibido por la comunidad Linux.
La conferencia Linux linux.conf.au incluso organizó un concurso donde los participantes programaban bots que jugaban TetriNET El ganador recibió 40 000 dólares australianos y un servidor IBM pSeries.

### Comunidades
- TetriNET.info - TetriNET resource (New website)
- TetriNET.de - German TetriNET community
- TetriNET.fr - French TetriNET community
- TetriNET.ru - Russian TetriNET community
- TetriNET.no - TetriNET resource
- TetriNET.us - TetriNET community
- Supa-Cup - TetriNET tournaments

### Listas de servidores
- Updated list of TetriNET and Blocktrix servers Archivado el 12 de agosto de 2014 en Wayback Machine.
- TetriNET Servers Listing, with activity graphs and detailed information

### Client software
- Tetrinet GAE - Web Client/Server written for Google App Engine - Requires canvas capable browser (Start playing instantly here)]
- Blocktrix - advanced Windows client Archivado el 27 de octubre de 2004 en Wayback Machine.
- aTwin - open source client for Windows
- GTetrinet - open source client for Linux
- Tetrinet Aqua download mirror
- BeNetTris - open source client for BeOS
- iTetrinet open source client for Mac OS X
- Tetrinet2 the official site for tetrinet 2

### Server software
- Jetrix open source server in Java
- Tetrinetx open source server in C
- Ptns open source server in Perl
- PyTrinet open source server in Python
- JTS server written in Java (closed source)

### Server tools
- Tetristats a tool to convert TetriNET servers winlist files to HTML

- Esta obra contiene una traducción  derivada de «TetriNET» de Wikipedia en inglés, concretamente de esta versión, publicada por sus editores bajo la Licencia de documentación libre de GNU y la Licencia Creative Commons Atribución-CompartirIgual 4.0 Internacional.

- Datos: Q2001106